# Garcia Moniz de Ribadouro
Garcia Moniz de Ribadouro, llamado O Gasco (-1066 o 1068), fue un caballero medieval portugués que participó en las cruzadas cristianas contra los moros.

## Biografía
García era el hijo de Moninho Viegas, o Gasco y de Mancellos.
Fue gobernador del territorio de Anégia y  fundador del Monasterio de Travanca.
García Moniz, o Gasco murió luchando contra los moros durante la campaña de conquista de Ribadouro.

## Matrimonio y descendencia
Estaba casado con Elvira
Tuvieron al menos un hijo: Rodrigo García, quien fue padre de García Rodrigues da Fonseca.